# Mortonagrion hirosei
Mortonagrion hirosei е вид водно конче от семейство Coenagrionidae. Видът е почти застрашен от изчезване.

## Разпространение
Разпространен е в Китай (Гуандун), Провинции в КНР, Тайван, Хонконг и Япония.